# تپه بالای منبع آب
تپه بالای منبع آب مربوط به دوران‌های تاریخی پس از اسلام است و در شهرستان بروجرد، بخش مرکزی، روستای شیروان واقع شده و این اثر در تاریخ ۷ آذر ۱۳۸۳ با شمارهٔ ثبت ۱۱۲۲۶ به‌عنوان یکی از آثار ملی ایران به ثبت رسیده است.